# Arzé
Arzé (àrab: أرزة, Arza) és una pel·lícula de comèdia dramàtica libanesa del 2024 dirigida per Mira Shaib en el seu debut com a directora. La pel·lícula és protagonitzada per Diamand Abou Abboud, Betty Taoutel i Bilal Al Hamwi. La pel·lícula va ser la presentació del Líban a l'Oscar a la millor pel·lícula de parla no anglesa, però no va ser nominada.

## Argument
L'Arzé, una mare soltera, està decidida a comprar al seu fill Kinan un patinet perquè l'ajudi a lliurar els pastissos que fa, la seva única font d'ingressos. Per fer-ho possible, roba i empenyora la polsera de la seva germana com a pagament inicial. Però quan li roben el patinet, l'Arzé es pren la justícia per la seva pròpia mà i arrossega el seu fill reticent per tot Beirut a la recerca del patinet desaparegut.
Arzé i el seu fill ràpidament es veuen embolicats en un llarg viatge ple de girs mentre naveguen pel sectarisme i el caos de Beirut. Per combinar-se amb cada barri que visiten, Arzé es posa creativa i es posa diferents disfresses; canviar el seu accent, posar-se un hijab o una creu cristiana i fins i tot donar un nou nom a Kinan.

## Repartiment
- Diamand Abou Abboud com a Arzé
- Betty Taoutel com a Layla
- Bilal Al Hamwi com a Kinan
- Shaden Fakih com a Dina
- Hagop Der Ghougassian com a Sevag
- Junaid Zeineldine com a Noor
- Fouad Yammine com a Nicolas
- Fadi Abi Samra com a Joseph
- Tarek Tamim com Saadeddine
- Elie Mitri com a propietari de la ferralla
- Joyce Nasrallah com a Odette
- Saad Kadri com a Ahmad
- Ibrahim Ajami com a Ali
- Mounir Challita com Mandoor
- Kathy Youness com a Yasmine

## Desenvolupament
La pel·lícula està escrita i produïda per Louay Khraish i Faissal Sam Shaib. El guió, de Faissal Sam Shaib i Louay Khraish, va ser finalista oficial del primer concurs de guionistes dels Premis Van Gogh del Festival de Cinema d'Amsterdam 2018.
Després de signar el projecte, Mira Shaib i la productora Zeina Badran van ser seleccionades el 2018 per a Film Independent's Global Media Makers LA Residency on van desenvolupar el projecte. El 2019, la pel·lícula va ser un dels sis projectes àrabs seleccionats per a la Red Sea Lodge inaugural, que estava en col·laboració amb el TorinoFilmLab. La pel·lícula, titulada originalment, I Am Arzé, va ser un dels primers destinataris del fons de producció de la Red Sea Film Festival Foundation.

## Producció
La producció cinematogràfica es va retardar a causa de les les protestes massives a Beirut i més tard de la pandèmia, però el rodatge va tenir lloc a finals de 2022, tot i que durant la pitjor crisi financera de la que el Líban havia estat testimoni.

## Estrena
La pel·lícula es va estrenar al 14è Festival Internacional de Cinema de Pequín i la seva estrena estatunidenca al Festival de Cinema de Tribeca. Les projeccions de Tribeca van ser organitzades per l'organització sense ànim de lucre Female of Film, The Future.
Arzé va ser seleccionada inicialment per estrenar-se a la Competició Oficial del 45è Festival Internacional de Cinema del Caire, però el festival es va cancel·lar a causa de la Guerra Israel-Hamàs. La pel·lícula va ser seleccionada novament l'any següent per competir a Horizons of Arab Cinema on Louay Khraish i Faissal Sam Shaib van guanyar el premi Youssef Sherif Rezkallah al millor guió i Diamand Abou Abboud el premi a la millor actriu, un dia després de guanyar el premi Snow Leopard al millor actor al Festival de Cinema del Món Asiàtic.
Arzé es va estrenar als cinemes de tot el Líban el 5 de setembre de 2024
Cineverse va adquirir els drets de distribució en anglès d' Arzé per distribuir-lo a les seves plataformes, inclosa Fandor, als EUA, Canadà, Regne Unit, Austràlia i Nova Zelanda.

## Recepció
Arzé va rebre crítiques positives després de la seva estrena a Tribeca. Liz Whittemore de Reel News Daily va elogiar la pel·lícula, dient que era "una part de geni" i "una pel·lícula encantadora i totalment inesperada a la programació de Tribeca 2024, però sens dubte una de les millors". Whittemore també va elogiar el guió de Louay Khraish i Faissal Sam Shaib, dient que oferia "moments de lleugeresa enmig de la gravetat de la situació d'Arzé... un comentari interessant sobre la culpa, els perills dels estereotips i el tribalisme." Paul Emmanuel Enicola de The Movie Buff va elogiar Mira Shaib per "fer d'Arzé un personatge multidimensional que la fa més identificable, frustrant, entranyable i més humana". Nicole Sherine de l'Alliance of Women Film Journalists, també va elogiar com Shaib va dirigir la pel·lícula "amb un ull cap a les experiències sensorials, imbuint la pel·lícula amb un ascens i una caiguda; màxims d'humor i intimitat juxtaposats amb mínims de desil·lusió i ira".

## Presentació als Premis Oscar
Després d'una estrena al Líban amb èxit, Arzé va ser seleccionada com a presentació oficial del Líban per als Premis Oscar de 2024.

## Festivals i premis
| Festival                                   | Data de cerimònia                      | Secció        | Premi                                       | Resultat                                | Notes                                                    | Ref(s) |
| ------------------------------------------ | -------------------------------------- | ------------- | ------------------------------------------- | --------------------------------------- | -------------------------------------------------------- | ------ |
| Festival de Cinema de Cartago              | 14 – 21 de desembre de 2024            | En Competició | Tanit d'or                                  | Guanyador – Millor música               | Estrena tunisiana                                        | [ 23 ] |
| Festival Internacional de Cinema del Caire | 13 - 22 de novembre de 2024            | En Competició | Horitzons del cinema àrab                   | Guanyador - Millor actriu i millor guió | Estrena àrab i africana                                  | [ 15 ] |
| Festival de Cinema Mundial Asiàtic         | 13 - 21 de novembre de 2024            | En Competició | Competició principal - Lleopard de les neus | Guanyador - Millor actriu               | Estrena SoCal                                            | [ 16 ] |
| Festival de Cinema Àrab                    | 24 d'octubre - 5 de novembre de 2024   | En Competició | Competició principal                        | Guanyador - Millor pel·lícula de debut  | Estrena de la zona del Golf                              | [ 24 ] |
| Festival de Cinema de Newport Beach        | 17 - 24 d'octubre de 2024              | En Competició | Sèrie de drama narratiu                     | Nominat                                 | Estrena a la Costa Oest                                  | [ 25 ] |
| Festival de Cinema Libanès d'Austràlia     | 15 - 31 d'agost de 2024                | En Competició | Pel·lícula de l'any                         | Guanyador                               | Estrena australiana                                      | [ 26 ] |
| Festival de Cinema de Tribeca              | Del 5 al 16 de juny de 2024            | En Competició | Punts de vista                              | Nominat                                 | Estrena estatunidenca                                    | [ 27 ] |
| Festival Internacional de Cinema de Pequín | 18 - 26 d'abril de 2024                | En Competició | Futur endavant                              | Nominat                                 | Estrena mundial                                          | [ 28 ] |
| Festival Internacional de Cinema del Caire | 15-24 de novembre de 2023 (cancel·lat) | En Competició | Piràmide daurada                            | Nominat                                 | Selecció oficial al CIFF però el festival es va ajornar. | [ 30 ] |